# 하르키우 국제공항

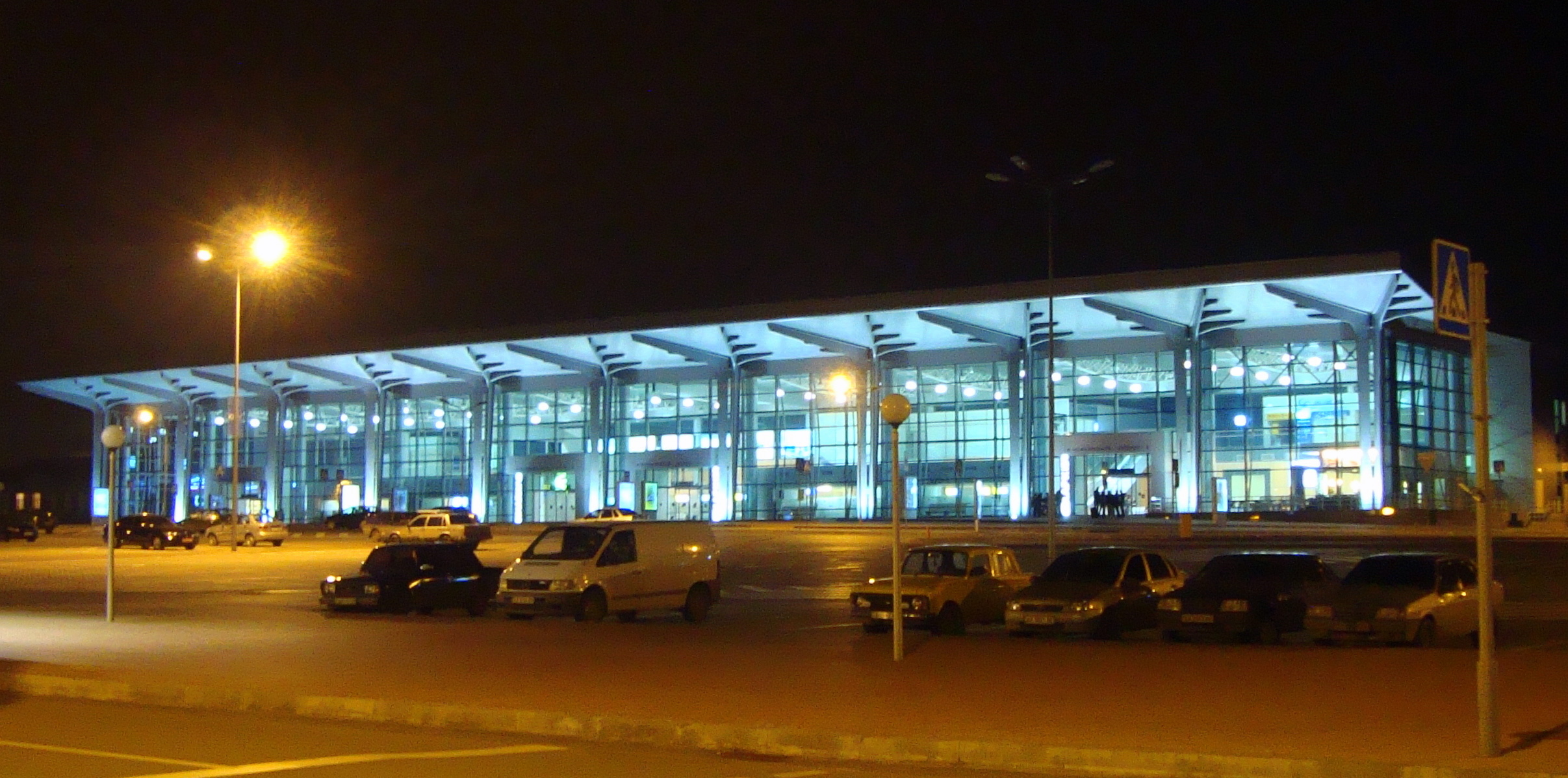

하르키우 국제공항(Kharkiv International Airport, IATA: HRK, ICAO: UKHH)은 우크라이나 하르키우에 위치한 공항이다. 우크라이나에서 2번째로 큰 도시인 하르키우시를 관할하는 주요 비행장이다. 도시 중심부에서 남동쪽에 위치한다.
2022년 2월 24일, 우크라이나는 2022년 러시아의 우크라이나 침공으로 인해 민간 항공편의 항로를 폐쇄했다.